# Arsen Avakov
Arsen Borysovytj Avakov, (ukrainska: Арсен Борисович Аваков, armeniska: Արսեն Բորիսի Ավակով), född 2 januari 1964 Baku, Azerbajdzjanska SSR, Sovjetunionen, är en ukrainsk statsman och politiker av armeniskt ursprung. Ukrainas inrikesminister från 22 februari 2014 tills han beviljades avsked den 15 juli 2022.

## Biografi
Född den 2 januari 1964 i Baku i familjen till en militär.
Efter nationalitet – armeniska. Sedan 1966 har han varit permanent bosatt i Ukraina. Medborgare i Ukraina.
1990 grundade han JSC Investor. 2005–2010 var han guvernör för Charkivs regionala statsförvaltning.
Från hösten 2011 till december 2012 befann han sig i politisk exil i Italien på grund av förföljelsen i Ukraina av Viktor Janukovitjs regim.
2012 valdes han till folkets ställföreträdare i Ukraina.
Under 2014 års revolution var han en av befälhavarna för Euromajdan.
Den 27 februari 2014 godkände Verkhovna Rada i Ukraina Arsen Avakov som Ukrainas inrikesminister.
På initiativ av Avakov skapades Ukrainas nationalgarde och frivilliga bataljoner 2014. De gjorde det möjligt att stoppa militär aggression från Ryska federationens sida i östra Ukraina.
Natten mellan den 7 och 8 april 2014 ledde Avakov personligen stormningen av Charkivs regionala statsförvaltningsbyggnad, som tillfångatogs av separatister och militanter från Ryska federationen.
Avakov initierade inrikesministeriets ansträngningar att införa biometriska pass. Detta var en nödvändig förutsättning för införandet av ett visumfritt system för Ukraina med EU-länder.
Avakov försvarade det ukrainska nationalgardets soldat Vitaly Markiv i Italien. Med Avakovs deltagande lade en domstol i Milano (Italien) ner anklagelserna mot Markiv och Ukraina för att ha dödat fotojournalisten Andrea Rocchelli (Italien) och människorättsaktivisten Andrei Mironov (Ryska federationen) under belägringen av Slovjansk i maj 2014.
Avakov var Ukrainas inrikesminister från 24 februari 2014 till 15 juli 2021, under två presidenter i Ukraina: Petro Porosjenko och Volodymyr Zelenskyj, och var medlem i fem Ukrainas ministerkabinetter. Detta är den längsta kadensen i det oberoende Ukraina.

## Statliga utmärkelser
- Honored Economist of Ukraine (2007-06-22)
- Förtjänstorden (Ukraina) III graden (2016-04-15)
- Hederslegionen (Frankrike) (2022-09-06)